# بيل برينان
بيل برينان (بالإنجليزية: Bill Brennan)‏ هو حكم كرة قاعدة ‏ أمريكي، ولد في 25 أكتوبر 1880 في سانت بول في الولايات المتحدة، وتوفي في 13 سبتمبر 1933 في نوكسفيل في الولايات المتحدة.